# Lista de prefeitos de Três Lagoas
Esta é a lista de prefeitos do município de Três Lagoas, estado brasileiro do Mato Grosso do Sul.
Em 1905, cria-se a figura do "intendente geral" e é instituída a "intendência municipal". Somente a partir de 1930 surgem as prefeituras como hoje as conhecemos.
O cargo de prefeito foi criado em 11 de abril de 1835, pela assembleia provincial paulista, em reação aos amplos poderes conferidos pelo Código de Processo Criminal de 1832 às câmaras municipais. Seguiram o exemplo paulista seis províncias do nordeste brasileiro (Alagoas, Ceará, Maranhão, Paraíba, Pernambuco e Sergipe).
Sob a vigente ordem constitucional, essa designação é dada ao funcionário público do Poder Executivo municipal, que exerce seu cargo em função de uma legislatura (mandato), sendo para tanto eleito a cada quatro anos, podendo ser reeleito por mais 4 anos (segundo mandato).
Funções
O poder executivo municipal chefia a administração e comanda os serviços públicos, tendo como comandante o prefeito.
A partir da constituição brasileira de 1934, o cargo de prefeito passou a ser o único, em todo o Brasil, ao qual estão atribuídas as funções de chefe do poder executivo do governo local, em simetria aos chefes dos executivos da União e do estado, portanto, em forma monocrática. Este texto quer dizer que deverá haver harmonia e integração de ação entre as esferas envolvidas sem a intervenção de uma na outra, exceto nos casos previstos na Constituição Federal.
Eleições
O prefeito é eleito por sufrágio universal, secreto, direto, em pleito simultâneo em todo o País, realizado a cada quatro anos, no primeiro domingo de outubro.
E trinta dias após tem lugar o segundo turno, se o eleito em primeiro lugar não atingir 50% dos votos válidos mais um voto, no caso de municípios com mais de duzentos mil eleitores.
Conforme a legislação eleitoral atual no Brasil para tornar-se elegível, exige-se uma série de requisitos;
- Possuir nacionalidade brasileira ou portuguesa (neste caso, o cidadão português deve se encontrar amparado pelo Estatuto de Igualdade entre Portugueses e Brasileiros),
- Título de eleitor em dia e estar em gozo pleno do exercício dos direitos políticos,
- Domicilio eleitoral na circunscrição na qual o candidato se apresenta,
- Filiação partidária,
- Ser alfabetizado (tópico invalidado pela atual constituição brasileira de 1988),
- Desincompatibilização de cargo público — Se ocupa um cargo público deve sair seis meses antes das eleições e voltar caso possa só após seis meses ao pleito eleitoral,
- Renúncia de outro mandado até seis meses antes do pleito e não ser parente afim ou consangüíneo, até segundo grau, ou cônjuge de titular de cargo eletivo; pode, entretanto, ser candidato à reeleição (artigo 14 da Constituição),
- Ter idade mínima de 21 anos.

| Nº                                                    | Nome                                 | Imagem                | Partido                                          | Início do mandato       | Fim do mandato                          | Observações                                                        |
| Primeira República (1889–1930)                        |                                      |                       |                                                  |                         |                                         |                                                                    |
| 1                                                     | Afonso Garcia Prado                  |                       | Partido Republicano Conservador PRC              | 8 de agosto de 1915     | 31 de dezembro de 1920                  | Intendente-geral nomeado                                           |
| 2                                                     | Generoso Alves de Siqueira           |                       | Partido Republicano Conservador PRC              | 1º de janeiro de 1921   | 31 de dezembro de 1923                  | Intendente-geral eleito                                            |
| —                                                     | João Gonçalves de Oliveira           |                       | Partido Republicano Conservador PRC              | 5 de abril de 1921      | 8 de junho de 1921                      | primeiro vice-intendente eleito (interinamente)                    |
| 3                                                     | Fenelon Müller                       |                       | Partido Republicano Conservador PRC              | 1º de janeiro de 1924   | 31 de dezembro de 1926                  | Intendente-geral eleito                                            |
| 4                                                     | Pelópidas Benedicto de Sousa Gouveia |                       | Partido Progressista PP                          | 1º de janeiro de 1927   | março de 1927                           | Intendente-geral eleito                                            |
| —                                                     | Aristides Osório                     |                       | Partido Progressista PP                          | março de 1927           | agosto de 1927                          | Intendente interino                                                |
| —                                                     | João Miguel Espiridião               |                       | Partido Progressista PP                          | agosto de 1927          | 10 de maio de 1928                      | Vice-intendente-geral eleito                                       |
| —                                                     | Pelópidas Benedicto de Sousa Gouveia |                       | Partido Progressista PP                          | 10 de maio de 1928      | 7 de junho de 1928                      | Intendente-geral eleito                                            |
| 5                                                     | João Miguel Espiridião               |                       | Partido Progressista PP                          | 7 de junho de 1928      | 12 de novembro de 1929                  | Intendente-geral                                                   |
| 6                                                     | Bruno Garcia                         |                       | Partido Progressista PP                          | 1º de janeiro de 1930   | 28 de outubro de 1930                   | Intendente-geral                                                   |
| Segunda e Terceira República — Era Vargas (1930–1945) |                                      |                       |                                                  |                         |                                         |                                                                    |
| 7                                                     | Benevenuto Garcia Leal               |                       | Aliança Liberal AL                               | 13 de março de 1931     | 27 de maio de 1931                      | Prefeito nomeado pelo interventor federal no Estado de Mato Grosso |
| 8                                                     | Henrique Arduíne                     |                       | Aliança Liberal AL                               | 28 de maio de 1931      | 11 de junho de 1932                     | Prefeito nomeado pelo interventor federal no Estado de Mato Grosso |
| 9                                                     | Demétrio Ramos                       |                       | Partido Libertador PL                            | 2 de julho de 1932      | 22 de julho de 1932                     | Prefeito nomeado pelo interventor federal no Estado de Mato Grosso |
| 10                                                    | Braulino Garcia                      |                       | Partido Libertador PL                            | 22 de julho de 1932     | 27 de setembro de 1932                  | Prefeito nomeado pelo interventor federal no Estado de Mato Grosso |
| 11                                                    | Cel. Antônio de Sousa Queirós        |                       | Partido Libertador PL                            | 10 de outubro de 1932   | 23 de outubro de 1934                   | Prefeito nomeado pelo interventor federal no Estado de Mato Grosso |
| 12                                                    | José Lopes Barbosa                   |                       | Partido Libertador PL                            | 29 de outubro de 1934   | 21 de janeiro de 1935                   | Prefeito nomeado pelo interventor federal no Estado de Mato Grosso |
| 13                                                    | Octávio Sigefredo Roriz              |                       | Partido Republicano Progressista PRP             | 21 de janeiro de 1935   | 11 de setembro de 1935                  | Prefeito nomeado pelo interventor federal no Estado de Mato Grosso |
| 14                                                    | Bruno Garcia                         |                       | Partido Republicano Progressista PRP             | 11 de setembro de 1935  | 19 de março de 1937                     | Prefeito nomeado pelo interventor federal no Estado de Mato Grosso |
| 15                                                    | Ten. Cel. Manuel Pereira da Silva    |                       | Partido Republicano Progressista PRP             | 20 de abril de 1938     | 21 de julho de 1941                     | Prefeito nomeado pelo interventor federal no Estado de Mato Grosso |
| 16                                                    | Rosário Congro                       |                       | Partido Republicano Progressista PRP             | 25 de julho de 1941     | outubro de 1945                         | Prefeito nomeado pelo interventor federal no Estado de Mato Grosso |
| Quarta República (1945–1964)                          |                                      |                       |                                                  |                         |                                         |                                                                    |
| 17                                                    | Júlio Abott de Castro Pinto          |                       | União Democrática Nacional UDN                   | outubro de 1945         | 31 de dezembro de 1945                  | Prefeito nomeado pelo interventor federal no Estado de Mato Grosso |
| 18                                                    | Rosário Congro                       |                       | Partido Social Democrático PSD                   | 1º de janeiro de 1946   | outubro de 1947                         | Prefeito nomeado pelo interventor federal no Estado de Mato Grosso |
| 19                                                    | Marcolino Carlos de Souza            |                       | Partido Social Democrático PSD                   | novembro de 1947        | 31 de janeiro de 1951                   | Prefeito nomeado pelo interventor federal no Estado de Mato Grosso |
| 20                                                    | Miguel Nunes                         |                       | Partido Social Democrático PSD                   | fevereiro de 1951       | 31 de dezembro de 1954                  | Prefeito eleito em sufrágio universal                              |
| —                                                     | Dulcindo da Costa Dias               |                       | Partido Social Democrático PSD                   | 1º de janeiro de 1955   | 31 de janeiro de 1955                   | Presidente da Câmara Municipal                                     |
| 21                                                    | Ranulpho Marques Leal                |                       | Partido Social Democrático PSD                   | 1º de fevereiro de 1955 | 31 de janeiro de 1959                   | Prefeito eleito em sufrágio universal                              |
| 22                                                    | Francisco Leal de Queiroz            |                       | Partido Social Democrático PSD                   | 1º de fevereiro de 1959 | 31 de janeiro de 1963                   | Prefeito eleito em sufrágio universal                              |
| 23                                                    | João Dantas Filgueiras               |                       | Partido Social Democrático PSD                   | 1º de fevereiro de 1963 | maio de 1964                            | Prefeito eleito em sufrágio universal                              |
| Quinta República (1964–1985)                          |                                      |                       |                                                  |                         |                                         |                                                                    |
| 24                                                    | Patrocínio de Souza Marinho          |                       | Partido Social Democrático PSD                   | maio de 1964            | dezembro de 1964                        | Vice-prefeito nomeado pelo Governo Federal                         |
| 25                                                    | João Dantas Filgueiras               |                       | Partido Social Democrático PSD                   | dezembro de 1964        | janeiro de 1967                         | Prefeito nomeado pelo Governo Federal                              |
| 26                                                    | Michel Thomé                         |                       | Aliança Renovadora Nacional ARENA                | 1º de fevereiro de 1967 | 31 de janeiro de 1970                   | Prefeito nomeado pelo Governo Federal                              |
| 27                                                    | João Dantas Filgueiras               |                       | Aliança Renovadora Nacional ARENA                | 1º de fevereiro de 1970 | dezembro de 1972                        | Prefeito nomeado pelo Governo Federal                              |
| 28                                                    | Irman Ferraz Corrêa                  |                       | Aliança Renovadora Nacional ARENA                | janeiro de 1973         | fevereiro de 1973                       | Prefeito nomeado pelo Governo Federal                              |
| 29                                                    | Hélio Congro                         |                       | Aliança Renovadora Nacional ARENA                | 1º de fevereiro de 1973 | 2 de maio de 1975                       | Prefeito nomeado pelo Governo Federal                              |
| 30                                                    | Ramez Tebet                          |                       | Aliança Renovadora Nacional ARENA                | 3 de maio de 1975       | 5 de agosto de 1978                     | Prefeito nomeado pelo Governo Federal                              |
| 31                                                    | Altair Cabral Tranin                 |                       | Aliança Renovadora Nacional ARENA                | 5 de agosto de 1978     | 4 de julho de 1979                      | Vice-Prefeito nomeado pelo Governo Federal                         |
| 32                                                    | Lúcio Queiroz Moreira                |                       | Partido Democrático Social PDS                   | 5 de julho de 1979      | 6 de outubro de 1982                    | Prefeito nomeado pelo Governo Federal                              |
| 33                                                    | José Lopes                           |                       | Partido Democrático Social PDS                   | 7 de outubro de 1982    | 7 de abril de 1985                      | Prefeito nomeado pelo Governo Federal                              |
| 34                                                    | José Pedro Batiston                  |                       | Partido Democrático Social PDS                   | 8 de abril de 1985      | 31 de dezembro de 1985                  | Prefeito nomeado pelo Governo Federal                              |
| Sexta República, ou Nova República (1985–presente)    |                                      |                       |                                                  |                         |                                         |                                                                    |
| 35                                                    | Antônio João Campos de Carvalho      |                       | Partido da Frente Liberal PFL                    | 1º de janeiro de 1986   | 31 de dezembro de 1988                  | Prefeito eleito em sufrágio universal                              |
| 36                                                    | Miguel Jorge Tabox                   |                       | Partido Trabalhista Brasileiro PTB               | 1º de janeiro de 1989   | 31 de dezembro de 1992                  | Prefeito eleito em sufrágio universal                              |
| 37                                                    | José Pedro Batiston                  |                       | Partido Social Trabalhista PST                   | 1º de janeiro de 1993   | dezembro de 1995                        | Prefeito eleito em sufrágio universal                              |
| —                                                     | Darcy da Costa Filho                 |                       | Partido da Frente Liberal PFL                    | dezembro de 1995        | 31 de dezembro de 1996                  | Vice-prefeito eleito                                               |
| 38                                                    | Issam Fares                          |                       | Partido do Movimento Democrático Brasileiro PMDB | 1º de janeiro de 1997   | 31 de dezembro de 2000                  | Prefeito eleito em sufrágio universal                              |
| 38                                                    | Issam Fares                          | 1º de janeiro de 2001 | Partido do Movimento Democrático Brasileiro PMDB | 31 de dezembro de 2004  | Prefeito reeleito em sufrágio universal |                                                                    |
| 39                                                    | Simone Tebet                         |                       | Partido do Movimento Democrático Brasileiro PMDB | 1º de janeiro de 2005   | 31 de dezembro de 2008                  | Prefeita eleita em sufrágio universal                              |
| 39                                                    | Simone Tebet                         | 1º de janeiro de 2009 | Partido do Movimento Democrático Brasileiro PMDB | 31 de março de 2010     | Prefeita reeleita em sufrágio universal |                                                                    |
| —                                                     | Márcia Moura                         |                       | Partido do Movimento Democrático Brasileiro PMDB | 1º de abril de 2010     | 31 de dezembro de 2012                  | Vice-prefeita eleita no cargo de prefeita                          |
| 40                                                    | Márcia Moura                         |                       | Partido do Movimento Democrático Brasileiro PMDB | 1º de janeiro de 2013   | 31 de dezembro de 2016                  | Prefeita eleita em sufrágio universal                              |
| 41                                                    | Angelo Guerreiro                     |                       | Partido da Social Democracia Brasileira PSDB     | 1º de janeiro de 2017   | 31 de dezembro de 2020                  | Prefeito eleito em sufrágio universal                              |
| 41                                                    | Angelo Guerreiro                     | 1º de janeiro de 2021 | Partido da Social Democracia Brasileira PSDB     | 31 de dezembro de 2024  | Prefeito reeleito em sufrágio universal |                                                                    |
| 42                                                    | Cassiano Maia                        |                       | Partido da Social Democracia Brasileira PSDB     | 1º de janeiro de 2025   | Atualidade                              | Prefeito eleito em sufrágio universal                              |

Legenda
| cor   | significado                                                                                  |
| verde | mandatários eleitos por votação direta ou indireta (pela câmara municipal)                   |
| bege  | mandatários nomeados diretamente pelo governo central em épocas de convulsão político-social |